# Anatolici

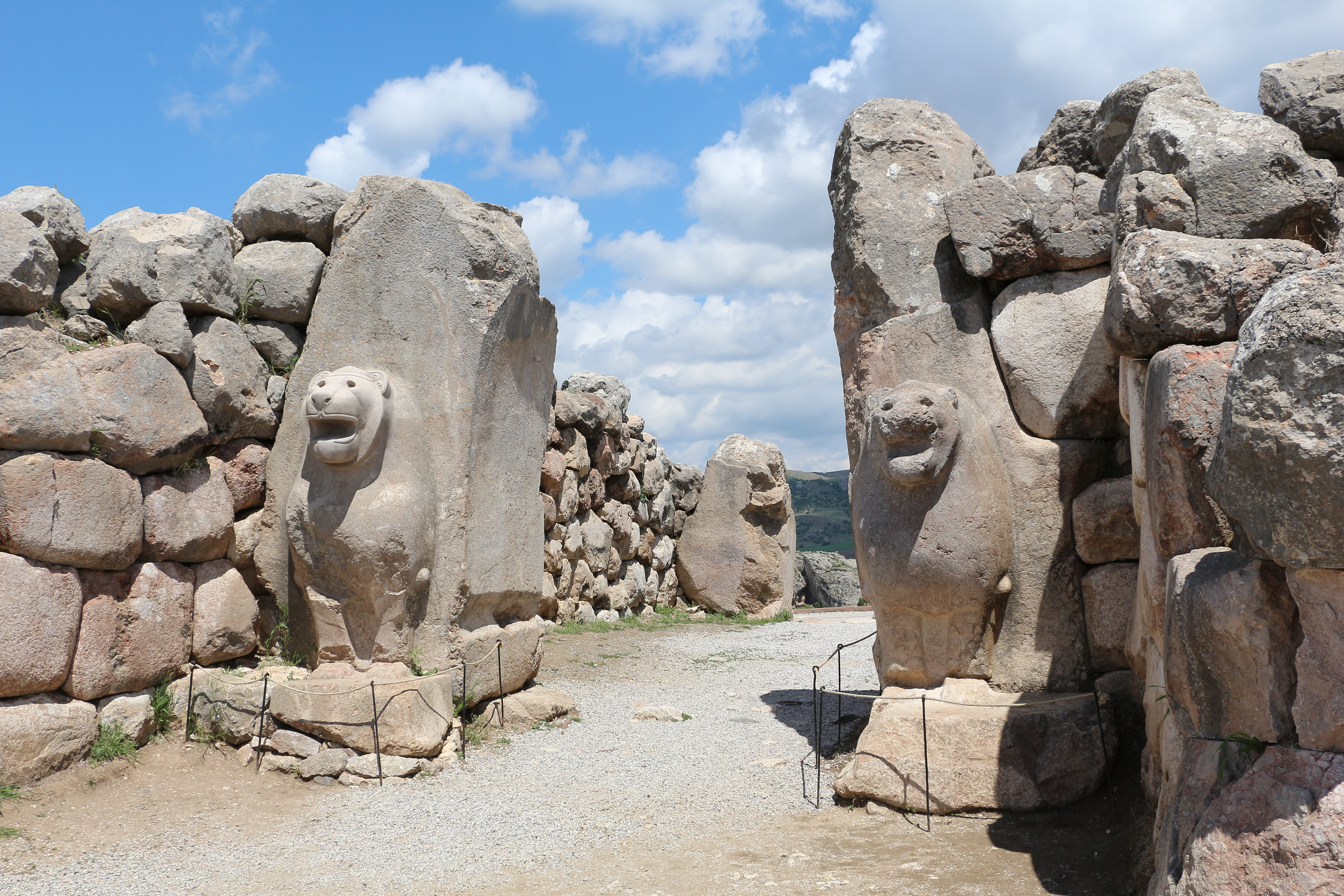
La Porta dei Leoni ad Ḫattuša, la capitale dell'Impero ittita

Con il nome di popoli anatolici o semplicemente Anatolici si indica un insieme di popoli indoeuropei che, tra il II e il I millennio a.C., erano stanziati in Anatolia. È attestata la presenza nella regione fin dagli inizi del II millennio di numerosi popoli anatolici: i Palaici, gli Ittiti, i Luvi, i Lici; nel I millennio a.C. quelle stesse popolazioni si erano evolute in quelle storicamente note con i nomi di Lidi, Cari, Pisidi, Sidetici e ancora Lici. Non si sa esattamente quando gli Anatolici siano giunti in Asia Minore, ma i documenti attestano la loro indiscutibile presenza nella regione già nel XX secolo a.C.; si ritiene che la differenziazione tra i vari rami anatolici sia avvenuta già in territorio asiatico, a partire da un comune ceppo giunto in un unico movimento migratorio nell'area.

## Etnonimo

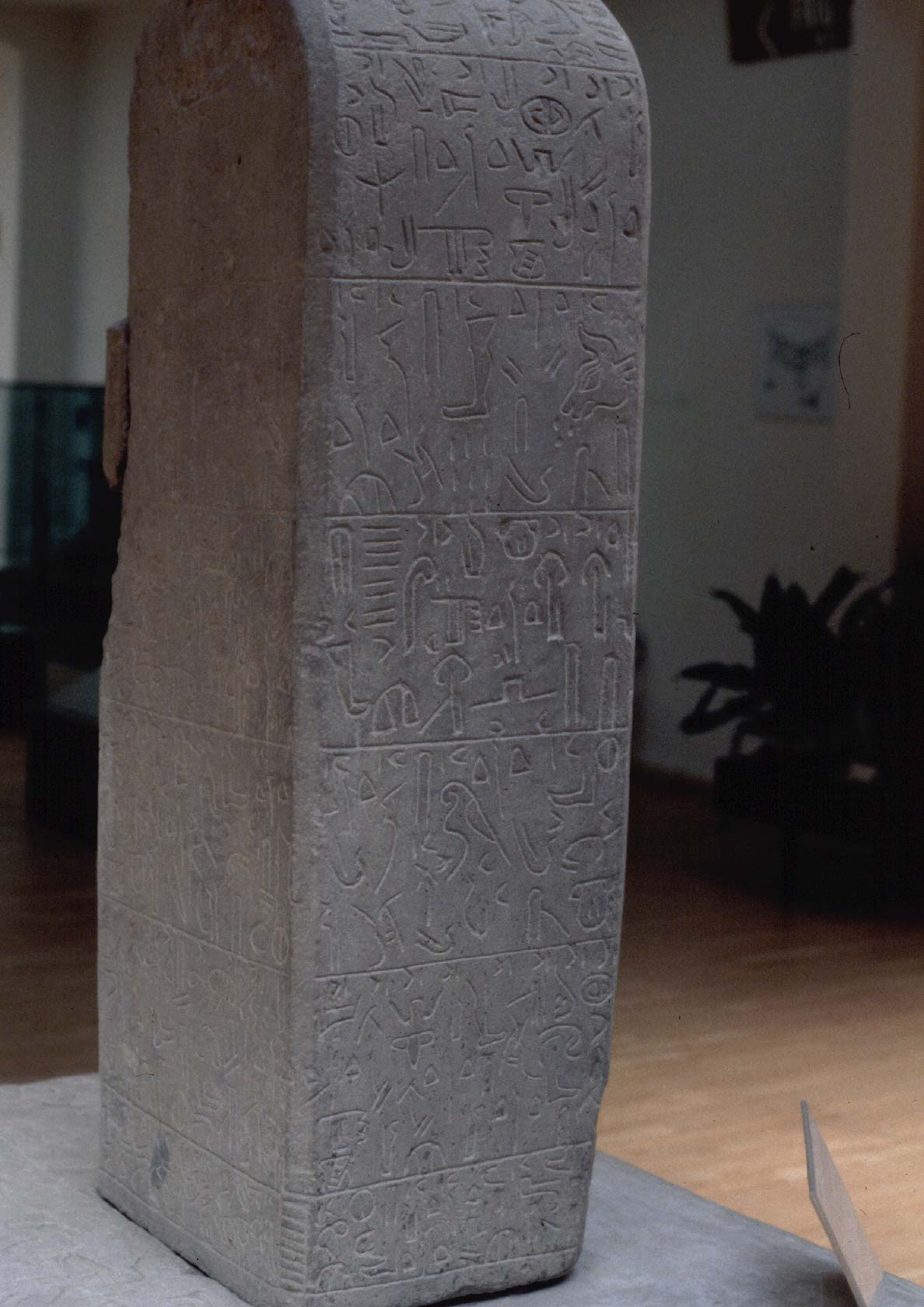
Stele scolpita in luvio geroglifico e conservata presso il Museo della civiltà anatolica di Ankara

L'identificazione degli Anatolici come gruppo etnico-culturale è strettamente legato all'identificazione delle lingue anatoliche come famiglia linguistica, e in particolare come famiglia linguistica indoeuropea dai tratti assai peculiari, eccezionalmente arcaici. Tale identificazione si basò in particolare sul popolo degli Ittiti, il principale esponente del gruppo. Il sito archeologico della città che sarebbe stata in seguito identificata come Hattuša, capitale dell'Impero ittita, fu identificato nel 1834, ma soltanto a partire dal 1906 gli scavi asistematici di Hugo Winckler riportarono alla luce gli enormi archivi reali, sotto forma di tavolette di argilla in caratteri cuneiformi e geroglifici. Benché leggibile, la lingua delle tavolette risultò però incomprensibile, soprattutto perché i tentativi di decifrazione furono condotti, stante l'ubicazione delle testimonianze, da orientalisti, che cercarono di appoggiarsi alle lingue mesopotamiche e non a quelle indoeuropee; nessun indizio aveva infatti fino a quel momento fatto supporre che fossero esistiti nel Vicino Oriente popoli indoeuropei di tale antichità, risalenti come minimo al II millennio a.C.
La decifrazione della lingua ittita e il suo riconoscimento come lingua indoeuropea si deve all'archeologo ceco Bedřich Hrozný che, nel 1915, riuscì ad applicare il metodo comparativo proprio dell'indoeuropeistica alla lingua sconosciuta, penetrandone il senso. Nonostante alcune riserve iniziali, dovute al radicale mutamento di prospettiva che una presenza indoeuropea così antica in Vicino Oriente comportava, l'individuazione degli Ittiti e degli altri popoli parlanti lingue affini alla loro - inizialmente, Luvi e Palaici - finì per imporsi. Al nuovo ramo linguistico fu dato, stante la sua ubicazione, il nome di lingue anatoliche, e popoli anatolici furono chiamati quelli che le introdussero colà.

## Storia

### Le origini e l'insediamento in Anatolia
Gli Anatolici sono il gruppo indoeuropeo più antico del quale si siano conservate chiare testimonianze linguistiche, nonché quello che si sarebbe distaccato prima dal nucleo indoeuropeo originario, probabilmente situato nelle steppe comprese tra il Mar Nero e la Ciscaucasia. Tuttavia, l'esatto itinerario seguito durante la loro migrazione non è noto, poiché sarebbero potuti giungere attraverso il Caucaso o, più probabilmente, attraverso la penisola balcanica.
Alcuni documenti assiri risalenti al XX secolo a.C. attestano la presenza stabile in Asia Minore di elementi inequivocabilmente anatolici, i quali avevano già assorbito elementi paleoanatolici, ma non è ancora noto il momento preciso del loro ingresso nella penisola, anche se c'è accordo nella comunità scientifica nel ritenere gli Anatolici insediati nella loro sede storica almeno a partire dal XXIII secolo a.C., stimando, quindi, un arrivo attorno alla fine del III millennio a.C. Addirittura alcuni studiosi, come Marija Gimbutas, hanno ipotizzato una datazione ancora più precoce (seconda metà del IV millennio a.C.). È possibile che in questa fase della loro migrazione verso est, gruppi di Anatolici si siano spinti fino alla Transcaucasia, dove la cultura Trialeti-Vanadzor, associata a genti indoeuropee, emerge proprio nel periodo in cui si stima sia avvenuto l'insediamento di queste popolazioni nel Vicino Oriente.
Una corrente di pensiero minoritaria, la teoria della continuità proposta tra gli altri da Colin Renfrew, fa invece della penisola anatolica, o al più l'altopiano armeno, la patria originaria di tutti gli Indoeuropei, e quindi degli Anatolici il gruppo più stanziale. Tale ipotesi è stata popolare per lo più in ambito archeologico, mentre è stata precocemente rigettata dai linguisti.

### Il II millennio a.C.

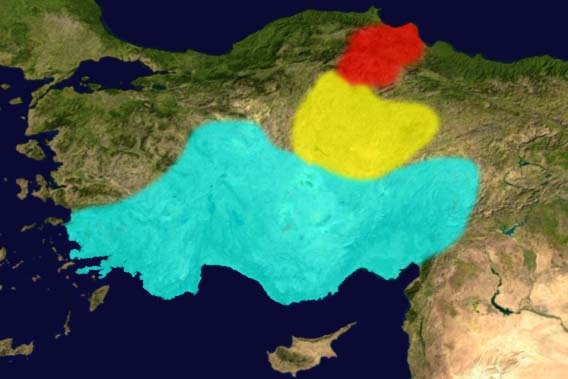
Gli Anatolici nel II millennio a.C.: in rosso, i Palaici; in giallo, gli Ittiti; in azzurro, i Luvi

#### I Palaici
Il gruppo anatolico del quale si sono conservate le testimonianze linguistiche più antiche è quello dei Palaici, gli abitanti della città di Pala, nella regione che in seguito sarebbe stata identificata come Paflagonia. Gli elementi linguistici conservati sono tuttavia molto scarsi, e non contengono informazioni sufficienti per una precisa ricostruzione della storia del popolo; Pala cadde intorno al XV secolo a.C. e i suoi abitanti furono probabilmente assorbiti dagli Ittiti, allora in piena espansione.

#### Gli Ittiti

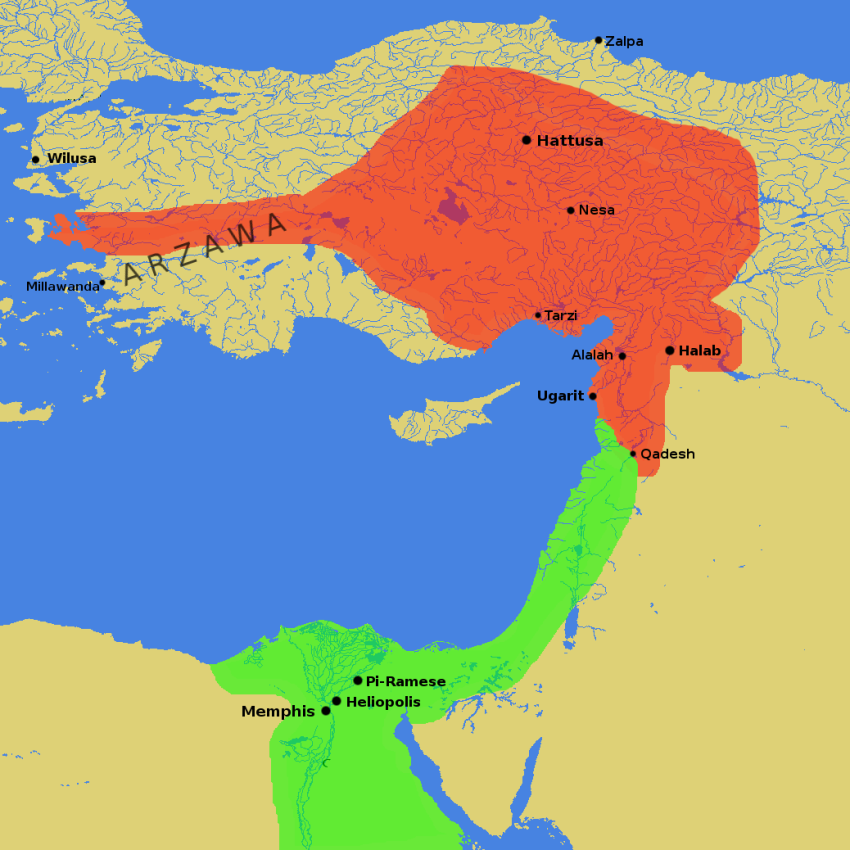
L'Impero ittita (in rosso) al momento della sua massima espansione, al tempo della Battaglia di Kadesh contro l'Antico Egitto (in verde), 1274 a.C.

Le più antiche testimonianze sugli Ittiti risalgono al 1900 a.C. circa, e sono nomi di sovrani. Tra il XX e il XIX secolo a.C. gli Ittiti erano ripartiti in città-stato, rocche fortificate poste su alture - secondo uno schema tipicamente indoeuropeo - e in perenne conflitto reciproco. Tra esse primeggiavano Purushanda e Kanesh, fino a quando il re Pithana non conquistò quest’ultima, vi stabilì la sua corte e iniziò un dominio che progressivamente si estese sulle altre città. L'unificazione degli Ittiti ebbe un impulso decisivo con Hattušili I, che trasferì la capitale a Ḫattuša e diede il via all'espansione. L'apogeo dell'impero fu raggiunto nel XIV secolo a.C. con Šuppiluliuma I, quando i domini ittiti inclusero l'intera Anatolia fino al nord della Siria.
L'impero ittita entrò in decadenza a partire da alcune devastanti incursioni esterne, che colpirono la parte occidentale dell'impero: prima i Popoli del Mare, intorno al 1200 a.C., e poi i Frigi, che, nel 1190 a.C. circa, conquistarono la Cappadocia, il cuore dei domini ittiti, e distrussero la capitale Ḫattuša, sostituendo il proprio dominio a quello ittita. Le regioni orientali dell'impero rimasero autonome, ma l'unità degli anatolici imposta dagli Ittiti si spezzò con un ritorno alla frammentazione tra città-stato.

#### I Luvi
Dopo la caduta dell'Impero ittita la parte orientale del regno ritornò a essere frammentata in numerose città-Stato indipendenti, che raccolsero i profughi in fuga dal nucleo dell'impero; i nomi dei sovrani attestano una continuità, per lo meno onomastica, con i sovrani ittiti. Nelle varie città luvie sono state rinvenute testimonianze scritte della loro lingua, il luvio, redatte in un'originale scrittura geroglifica.

#### I Lici

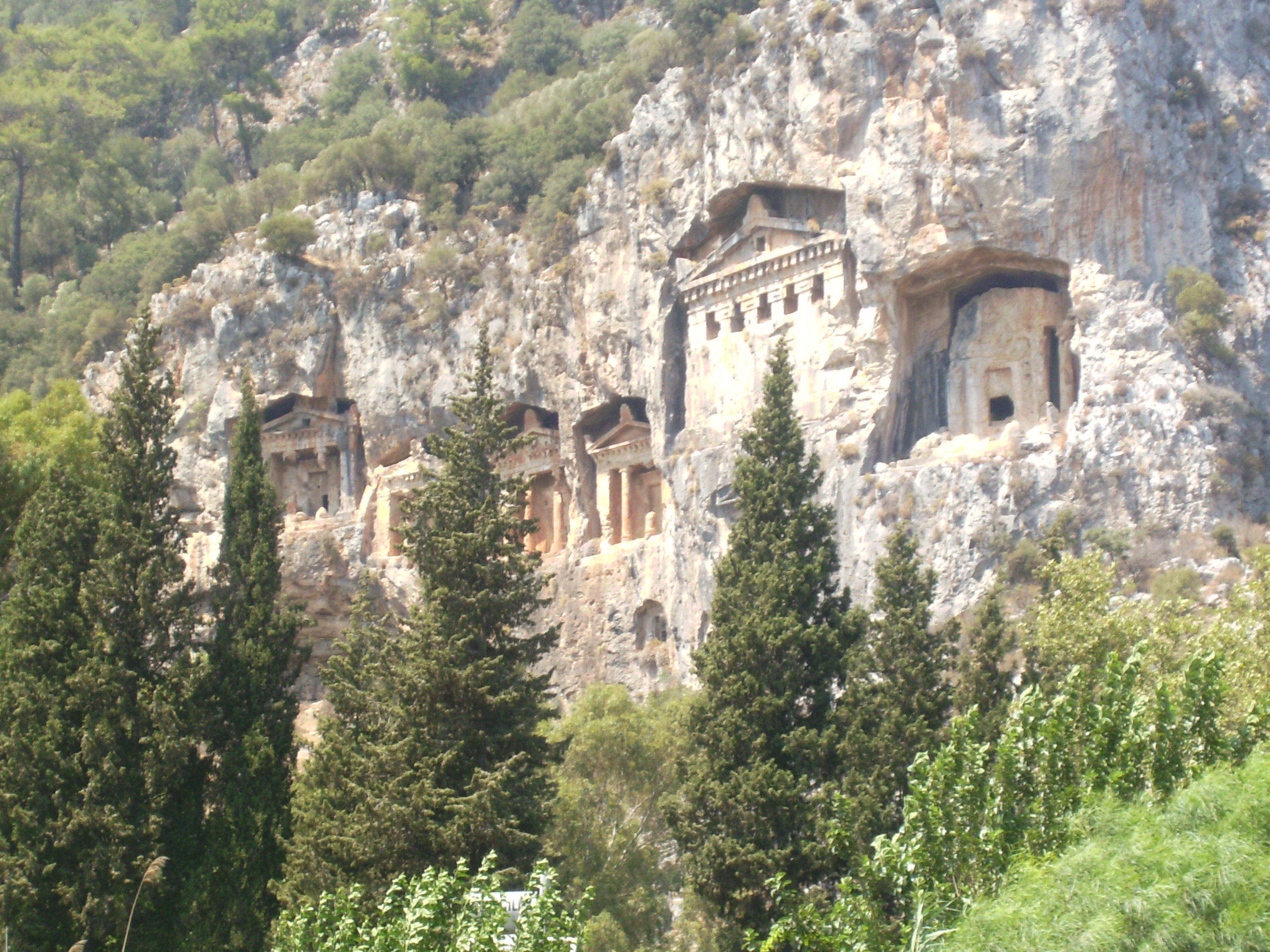
Tombe di re lici scavate nella roccia a Dalyan

I Lici sono ricordati da fonti egizie, ugaritiche e ittite del II millennio e figurano anche nell'Iliade tra gli alleati di Troia, dove cadde il loro re Sarpedonte; tuttavia, le iscrizioni in lingua licia sopravvissute sono molto più tarde, datate tra il V e il IV secolo a.C. All'epoca i Lici erano insediati sulla costa e disponevano di una flotta con la quale insidiavano Cipro. Erano alleati e tributari dell'Impero ittita e parteciparono al loro fianco alla battaglia di Kadesh.

### Il I millennio a.C.

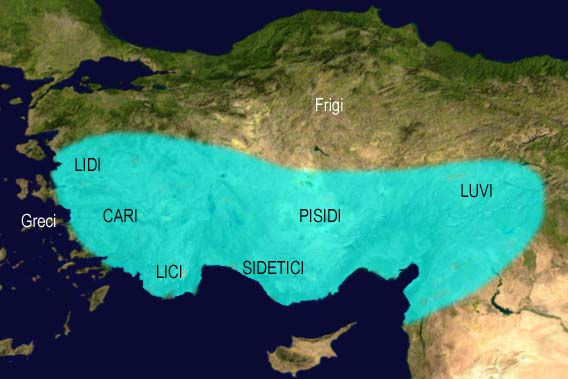
Gli Anatolici nel I millennio a.C.

#### I Lidi
Ignoti alle fonti del II millennio, i Lidi furono probabilmente gli eredi storici degli Ittiti, dei Luvi e dei Lici presenti nel sud-ovest della penisola anatolica. Il regno di Lidia sorse nel VII secolo a.C., tra le convulsioni causate dalle invasioni dei Cimmeri, che innescarono, tra l'altro, la decadenza del regno dei Frigi. Scontratosi presto, a causa della loro ubicazione, con i Greci, i Lidi conobbero un effimero apogeo intorno alla metà dal VI secolo a.C., quando re Gige conquistò Colofone e re Creso, Efeso. Già nel 540 a.C., tuttavia, il regno cadde e fu annesso all'Impero persiano.

#### I Cari
Stanziati a nord dei Lici, i Cari occupavano una piccola regione sulla sponda orientale del Mar Egeo. Omero ricorda che al tempo della Guerra di Troia, cui presero parte come alleati degli Achei, erano insediati nella città di Mileto; mentre Erodoto li considera gli abitanti autoctoni della Caria. Le testimonianze nella loro lingua, il cario, risalgono al VII-III secolo a.C. e mostrano una stretta correlazione con il lidio.

#### I Pisidi
Stanziati nella parte meridionale dell'Anatolia, nella regione della Pisidia, in quell'area i Pisidi furono probabilmente gli eredi storici dei Luvi e degli Ittiti dei secoli precedenti. Hanno lasciato alcune testimonianze linguistiche, che mostrano una correlazione con i Lidi, con i Cari e con i Sidetici. Entrarono presto nell'orbita dell'Impero persiano.

#### I Sidetici
I Sidetici erano gli abitanti della città di Side, in Panfilia (Anatolia centro-meridionale); le conoscenze su questo popolo sono estremamente limitate. Le testimonianze nella loro lingua, il sidetico, risalgono al V-III secolo a.C.

## Società

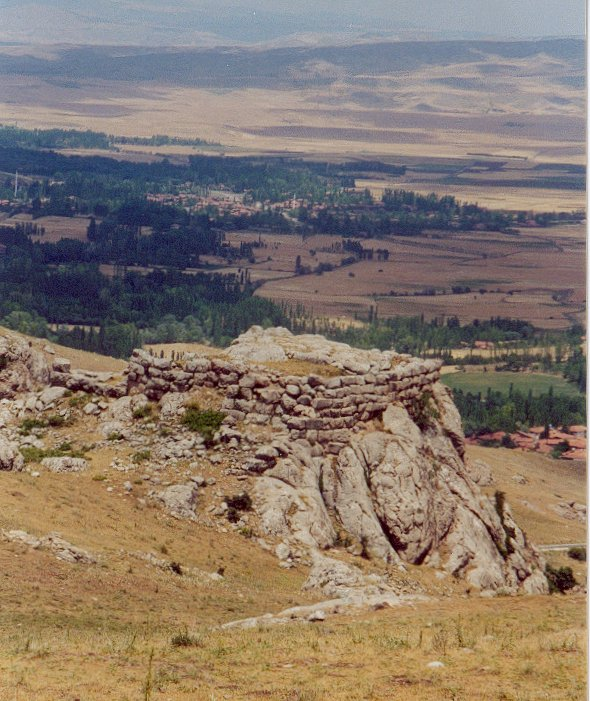
La rocca di Yenicekale ad Ḫattuša

Presso tutti i popoli anatolici le tradizioni indoeuropee subirono forti influssi, sia pure variabili da popolo a popolo, da parte delle civiltà agricole più antiche già presenti in Anatolia, generando fenomeni di sincretismo sia sociale, sia politico-religioso. La più nota delle civiltà anatoliche, quella ittita, mostra forti influssi mesopotamici, anche se l'organizzazione politica precedente e seguente la fase imperiale, articolata in città-stato indipendenti centrate su cittadelle fortificate costruite su alture, era tipicamente indoeuropeo. Anche presso i Lici coesistevano tratti indoeuropei, come il governo affidato a un senato di anziani, e non indoeuropei, come la matrilinearità. Ancor più marcatamente segnate dagli usi orientali furono le civiltà anatoliche più tarde, del I millennio, entrate presto nell'orbita dell'Impero persiano prima, e di quello alessandrino poi.

## Economia
I popoli anatolici, al momento del loro ingresso in Asia Minore, si imposero come casta militare arroccata nelle proprie fortezze, dalle quali dominavano la massa di produttori agricoli sottomessi: gli Hatti. In seguito le peculiarità indoeuropee degli Anatolici si andarono via via stemperando, anche a causa del loro essere esigua minoranza nella massa della popolazione agricola, e esistono testimonianze, relative soprattutto agli Anatolici del I millennio a.C., di attività economiche innovative rispetto alle loro tradizioni, come la pirateria marinara esercitata dai Lici.

## Lingua
L'elemento linguistico è il tratto più caratteristico dei popoli anatolici, e anzi l'unico che consenta di riconoscerli come un insieme unitario, ben oltre le frammentarie informazioni desumibili da fonti storiche. Le lingue anatoliche sono le lingue indoeuropee di più antica attestazione, con documenti ittiti che risalgono almeno al 1750 a.C. e che inoltre è probabile che riproducano stadi linguistici ancora più antichi, fino al 2000 a.C. Rispecchiano perciò uno stadio eccezionalmente arcaico della nostra famiglia linguistica; tra i loro tratti più caratteristici, e di pesanti implicazioni nell'indoeuropeistica, si contano fonemi laringali, forte argomento a sostegno della teoria delle laringali e a/o "confuse" in /a/.
Accanto al poco attestato palaico, l'ittita e il luvio, le lingue anatoliche del II millennio, sono le lingue indoeuropee a uno stadio evolutivo più antico tra tutte quelle note, anche se comunque non prive di influenze di sostrato, in particolare hattico. Gli idiomi del I millennio - lidio, cario, licio, pisidico, sidetico - rappresentano invece altrettante evoluzioni dialettali, più o meno reciprocamente intersecate, delle loro antenate, e in particolare del luvio.